# Ядерное топливо

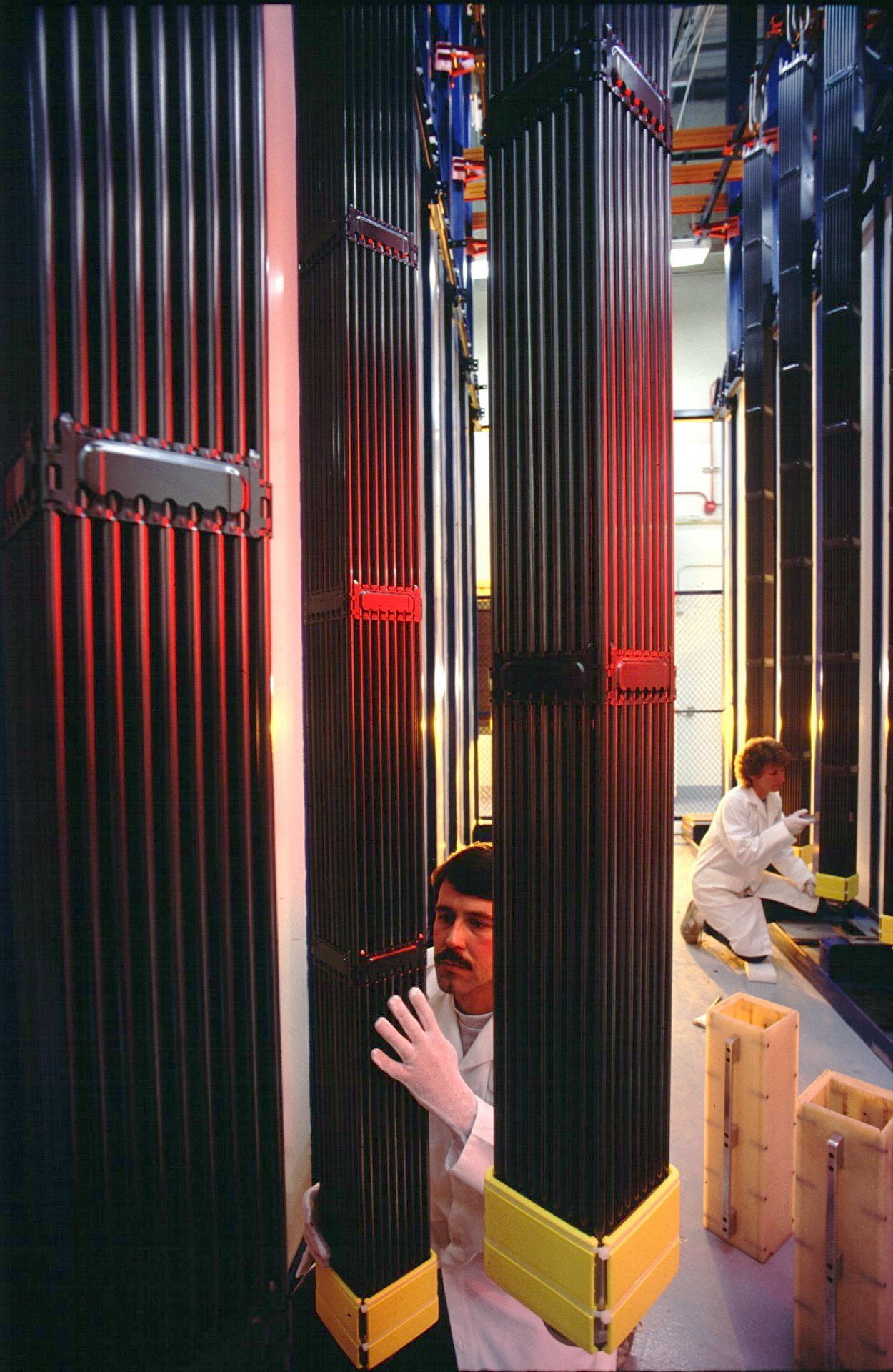
ТВС (тепловыделяющая сборка)

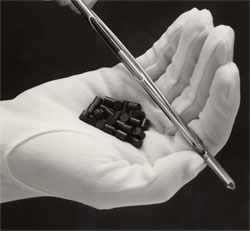
Топливные таблетки.

Я́дерное то́пливо — материалы, которые используются в ядерных реакторах для осуществления управляемой цепной ядерной реакции деления. Ядерное топливо принципиально отличается от других видов топлива, используемых человечеством, оно чрезвычайно энергоёмко, но и весьма опасно для человека, что накладывает множество ограничений на его использование из соображений безопасности. По этой и многим другим причинам ядерное топливо гораздо сложнее в применении, чем любой вид органического топлива и требует множества специальных технических и организационных мер при его использовании, а также высокую квалификацию персонала, имеющего с ним дело.

## Общая информация
Цепная ядерная реакция представляет собой деление ядра на две части, называемые осколками деления, с одновременным выделением нескольких (2—3) нейтронов, которые, в свою очередь, могут вызвать деление следующих ядер. Такое деление происходит при попадании нейтрона в ядро атома исходного вещества. Образующиеся при делении ядра осколки деления обладают большой кинетической энергией. Торможение осколков деления в веществе сопровождается выделением большого количества тепла. Осколки деления — это ядра, образовавшиеся непосредственно в результате деления. Осколки деления и продукты их радиоактивного распада обычно называют продуктами деления. Ядра, делящиеся нейтронами любых энергий, называют ядерным горючим (как правило, это вещества с нечётным атомным числом). Существуют ядра, которые делятся только нейтронами с энергией выше некоторого порогового значения (как правило, это элементы с чётным атомным числом). Такие ядра называют сырьевым материалом, так как при захвате нейтрона пороговым ядром образуются ядра ядерного горючего. Комбинация ядерного горючего и сырьевого материала называется ядерным топливом.
Ниже приведено распределение энергии деления ядра 235U между различными продуктами деления (в МэВ):
| Кинетическая энергия осколков деления                 | 162  | 81 %  |
| Кинетическая энергия нейтронов деления                | 5    | 2,5 % |
| Энергия γ-излучения, сопровождающего захват нейтронов | 10   | 5 %   |
| Энергия γ-излучения продуктов деления                 | 6    | 3 %   |
| Энергия β-излучения продуктов деления                 | 5    | 2,5 % |
| Энергия, уносимая нейтрино                            | 11   | 5,5 % |
| Полная энергия деления                                | ~200 | 100 % |

Так как энергия нейтрино уносится безвозвратно, доступно для использования только 188 МэВ/атом = 30 пДж/атом = 18 ТДж/моль = 76,6 ТДж/кг (по другим данным (см. ссылку) 205,2 — 8,6 = 196,6 МэВ/атом).
Природный уран состоит из трёх изотопов: 238U (99,282 %), 235U (0,712 %) и 234U (0,006 %). Он не всегда пригоден как ядерное топливо, особенно если конструкционные материалы и замедлитель интенсивно поглощают нейтроны. В этом случае ядерное топливо изготавливают на основе обогащённого урана. В энергетических реакторах на тепловых нейтронах используют уран с обогащением менее 6 %, а в реакторах на быстрых и промежуточных нейтронах обогащение урана превышает 20 %. Обогащённый уран получают на специальных обогатительных заводах.
Одна «таблетка» топлива для АЭС, весом 4,5 грамм дает 10¹⁰ Дж тепловой энергии.

## Классификация
Ядерное топливо делится на два вида:
- природное урановое, содержащее делящиеся ядра 235U, а также сырьё 238U, способное при захвате нейтрона образовывать плутоний 239Pu;
- вторичное топливо, которое не встречается в природе, в том числе 239Pu, получаемый из топлива первого вида, а также изотопы 233U, образующиеся при захвате нейтронов ядрами тория 232Th.

По химическому составу, ядерное топливо может быть:
- металлическим, включая сплавы;
- оксидным (например, UO2);
- карбидным (например, PuC1-x)
- нитридным[~ 1]
- смешанным (PuO2 + UO2)

Разновидности: TRISO

## Теоретические аспекты применения

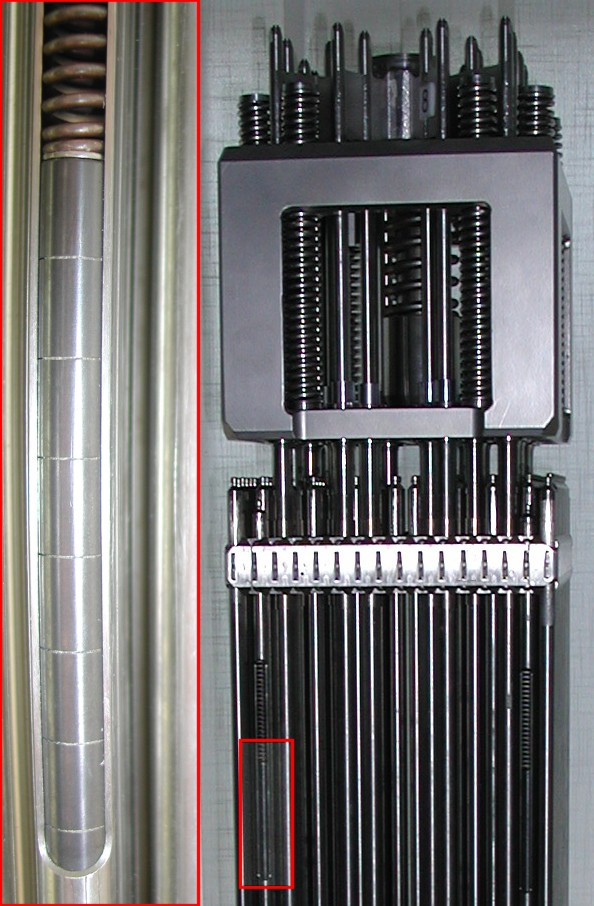
На выделенном фрагменте этого муляжа ТВС с вырезанными для удобства обзора секторами ТВЭЛов видны топливные таблетки

Ядерное топливо используется в ядерных реакторах в виде таблеток размером в несколько сантиметров, где оно обычно располагается в герметично закрытых тепловыделяющих элементах (ТВЭЛах), которые в свою очередь для удобства использования объединяются по нескольку сотен в тепловыделяющие сборки (ТВС).
К ядерному топливу применяются высокие требования по химической совместимости с оболочками ТВЭЛов, у него должна быть достаточная температура плавления и испарения, хорошая теплопроводность, небольшое увеличение объёма при нейтронном облучении, технологичность производства.
Металлический уран сравнительно редко используют как ядерное топливо. Его максимальная температура ограничена 660 °C. При этой температуре происходит фазовый переход, в котором изменяется кристаллическая структура урана. Фазовый переход сопровождается увеличением объёма урана, что может привести к разрушению оболочки ТВЭЛов. При длительном облучении в температурном интервале 200—500 °C уран подвержен радиационному росту. Это явление заключается в том, что облучённый урановый стержень удлиняется. Экспериментально наблюдалось увеличение длины уранового стержня в два — три раза.
Использование металлического урана, особенно при температуре больше 500 °C, затруднено из-за его распухания. После деления ядра образуются два осколка деления, суммарный объём которых больше объёма атома урана (плутония). Часть атомов — осколков деления являются атомами газов (криптона, ксенона и др.). Атомы газов накапливаются в по́рах урана и создают внутреннее давление, которое увеличивается с повышением температуры. За счёт изменения объёма атомов в процессе деления и повышения внутреннего давления газов уран и другие ядерные топлива начинают распухать. Под распуханием понимают относительное изменение объёма ядерного топлива, связанное с делением ядер.
Распухание зависит от выгорания и температуры ТВЭЛов. Количество осколков деления возрастает с увеличением выгорания, а внутреннее давление газа — с увеличением выгорания и температуры. Распухание ядерного топлива может привести к разрушению оболочки ТВЭЛа. Ядерное топливо менее подвержено распуханию, если оно обладает высокими механическими свойствами. Металлический уран как раз не относится к таким материалам. Поэтому применение металлического урана в качестве ядерного топлива ограничивает глубину выгорания, которая является одной из главных характеристик ядерного топлива.
Радиационная стойкость и механические свойства топлива улучшаются после легирования урана, в процессе которого в уран добавляют небольшое количество молибдена, алюминия и других металлов. Легирующие добавки снижают число нейтронов деления на один захват нейтрона ядерным топливом. Поэтому легирующие добавки к урану стремятся выбрать из материалов, слабо поглощающих нейтроны.
К хорошим ядерным топливам относятся некоторые тугоплавкие соединения урана: оксиды, карбиды и интерметаллические соединения. Наиболее широкое применение получила керамика — диоксид урана UO2. Её температура плавления равна 2800 °C, плотность — 10,2 г/см³. У диоксида урана нет фазовых переходов, она менее подвержена распуханию, чем сплавы урана. Это позволяет повысить выгорание до нескольких процентов. Диоксид урана не взаимодействует с цирконием, ниобием, нержавеющей сталью и другими материалами при высоких температурах. Основной недостаток керамики — низкая теплопроводность — 4,5 кДж/(м·К), которая ограничивает удельную мощность реактора по температуре плавления. Так, максимальная плотность теплового потока в реакторах ВВЭР на диоксида урана не превышает 1,4⋅103 кВт/м², при этом максимальная температура в стержневых ТВЭЛах достигает 2200 °C. Кроме того, горячая керамика очень хрупка и может растрескиваться.
Плутоний относится к низко плавким металлам. Его температура плавления равна 640 °C. У плутония плохие пластические свойства, поэтому он почти не поддаётся механической обработке. Технология изготовления ТВЭЛов усложняется токсичностью плутония. Для приготовления ядерного топлива обычно применяются диоксид плутония, смесь карбидов плутония с карбидами урана, сплавы плутония с металлами.
Высокими теплопроводностью и механическими свойствами обладают дисперсионные топлива, в которых мелкие частицы UO2, UC, PuO2 и других соединений урана и плутония размещают гетерогенный в металлической матрице из алюминия, молибдена, нержавеющей стали и др. Материал матрицы и определяет радиационную стойкость и теплопроводность дисперсионного топлива. Например, дисперсионное топливо Первой АЭС состояло из частиц сплава урана с 9 % молибдена, залитых магнием.

## Практическое применение
На АЭС и другие ядерные установки топливо приходит в виде довольно сложных технических устройств — тепловыделяющих сборок (ТВС), которые в зависимости от типа реактора загружаются непосредственно во время его работы (как на реакторах типа РБМК в России) на место выгоревших ТВС или заменяют отработавшие сборки большими группами во время ремонтной кампании (как на российских реакторах ВВЭР или их аналогах в других странах, PWR и других). В последнем случае при каждой новой загрузке меняется чаще всего треть топлива и полностью изменяется его расстановка в активной зоне реактора, наиболее выгоревшие сборки с топливом, из центра активной зоны, выгружаются, на их место ставится вторая треть сборок, со средним выгоранием и расположением. На их место в свою очередь ставятся наименее выгоревшие ТВС, с периферии активной зоны; в то время как на периферию загружается свежее топливо. Такая схема перестановки топлива является традиционной и обусловлена многими причинами, например стремлением обеспечить равномерное энерговыделение в топливе и максимальный запас до кризиса теплообмена воды на оболочках ТВЭЛ.
Описание загрузки ядерного топлива в активную зону реактора, данное выше, всё же является весьма условным, позволяющим иметь общее представление об этом процессе. На самом деле загрузка топлива осуществляется сборками с различными степенями обогащения топлива и её предваряют сложнейшие ядерно-физические расчёты конфигурации активной зоны реактора в специализированном программном обеспечении, которые совершаются на годы вперёд и позволяют планировать топливные и ремонтные кампании для увеличения показателей эффективности работы АЭС, например КИУМа. Кроме того, если конфигурация топлива не будет удовлетворять определённым требованиям, важнейшими из которых являются различные коэффициенты неравномерности энерговыделения в активной зоне, реактор не сможет работать вовсе или будет неуправляемым. Кроме различной степени обогащения разных ТВС применяются другие решения для обеспечения нужной конфигурации активной зоны и стабильности её характеристик в течение топливной кампании, например ТВС, в которых вместо некоторых ТВЭЛов содержатся поглощающие элементы (ПЭЛы), которые компенсируют изначальную избыточную реактивность свежего топлива, выгорают в процессе работы реактора и по мере использования топлива всё меньше влияют на его реактивность, что в итоге выравнивает по времени величину энерговыделения на протяжении всего срока работы тепловыделяющей сборки. В настоящий момент в топливе промышленных водо-водяных реакторов во всём мире практически перестали использовать ПЭЛы с борным поглотителем, долгое время являвшимися почти безальтернативными элементами, и перешли на более прогрессивный способ — внесение с теми же целями гадолиниевого выгорающего поглотителя непосредственно в топливную матрицу; этот способ имеет много важных преимуществ.
В отработавших ТВС содержится большое количество осколков деления урана, сразу после выгрузки каждый ТВЭЛ в среднем содержит 300000 Кюри радиоактивных веществ, распад которых приводит к саморазогреву до значительных температур (недавно выгруженное топливо может разогреться на воздухе до 300 °C) и созданию опасных уровней ионизирующих излучений. Поэтому выгрузку отработавшего топлива из активной зоны реактора ведут под слоем воды, помещая его в специальный бассейн выдержки в непосредственной близости от реактора. Вода защищает персонал от ионизирующего излучения, а сами сборки от перегрева. По мере выдержки в бассейне уменьшается радиоактивность топлива и мощность его остаточного энерговыделения. Через несколько лет, когда саморазогрев ТВС сокращается до 50-60 °C, его извлекают из бассейна и отправляют на сухое длительное хранение или переработку. Также изучаются возможности окончательного захоронения ОЯТ без переработки, однако подобные решения еще не нашли практического воплощения в силу огромных сроков радиационной опасности непереработанного ОЯТ, исчисляемых сотнями тысяч лет.

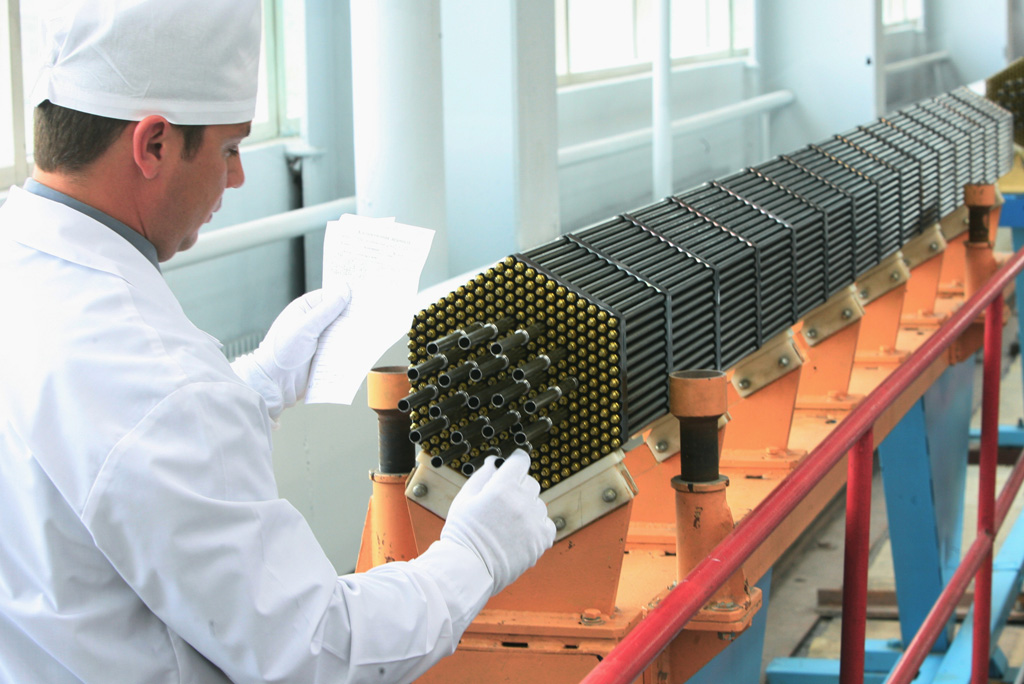

## Получение

### Урановое топливо
Урановое ядерное топливо получают переработкой руд. Процесс происходит в несколько этапов:
- Для бедных месторождений: В современной промышленности в силу отсутствия богатых урановых руд (исключения составляют канадские и австралийские месторождения типа несогласия[~ 4], в которых концентрация урана доходит до 3 %) используется способ подземного выщелачивания руд. Это исключает дорогостоящую добычу руды. Предварительная подготовка идёт непосредственно под землёй. Через закачные скважины под землю над месторождением закачивается серная кислота, иногда с добавлением солей трёхвалентного железа (для окисления урана U (IV) до U (VI)), хотя руды часто содержат железо и пиролюзит, которые облегчают окисление. Через откачные скважины специальными насосами раствор серной кислоты с ураном поднимается на поверхность. Далее он непосредственно поступает на сорбционное, гидрометаллургическое извлечение и одновременное обогащение урана.
- Для рудных месторождений: используют обогащение руды и радиометрическое обогащение руды.
- Гидрометаллургическая переработка — дробление, выщелачивание, сорбционное или экстракционное извлечение урана с получением очищенной закиси-окиси урана (U3O8), диураната натрия (Na2U2O7) или диураната аммония ((NH4)2U2O7).
- Перевод урана из оксида в тетрафторид UF4, или из оксидов непосредственно для получения гексафторида UF6, который используется для обогащения урана по изотопу 235.
- Обогащение методами газовой термодиффузии или центрифугированием.
- UF6, обогащенный по 235 изотопу переводят в диоксид UO2, из которой изготавливают «таблетки» ТВЭЛов или получают другие соединения урана с этой же целью.

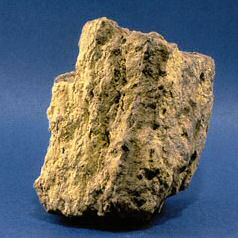
Урановая руда, природное состояние
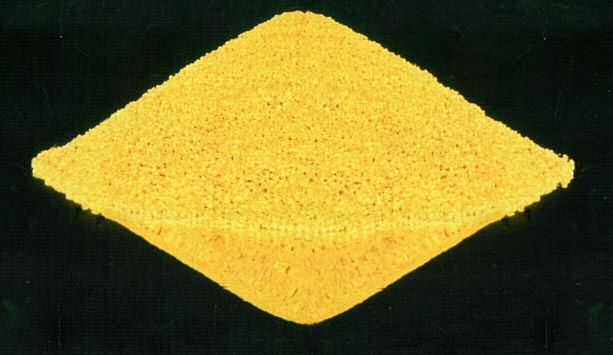
Концентрат закиси-окиси урана (U3O8)
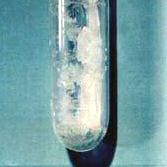
Гексафторид урана (UF6)
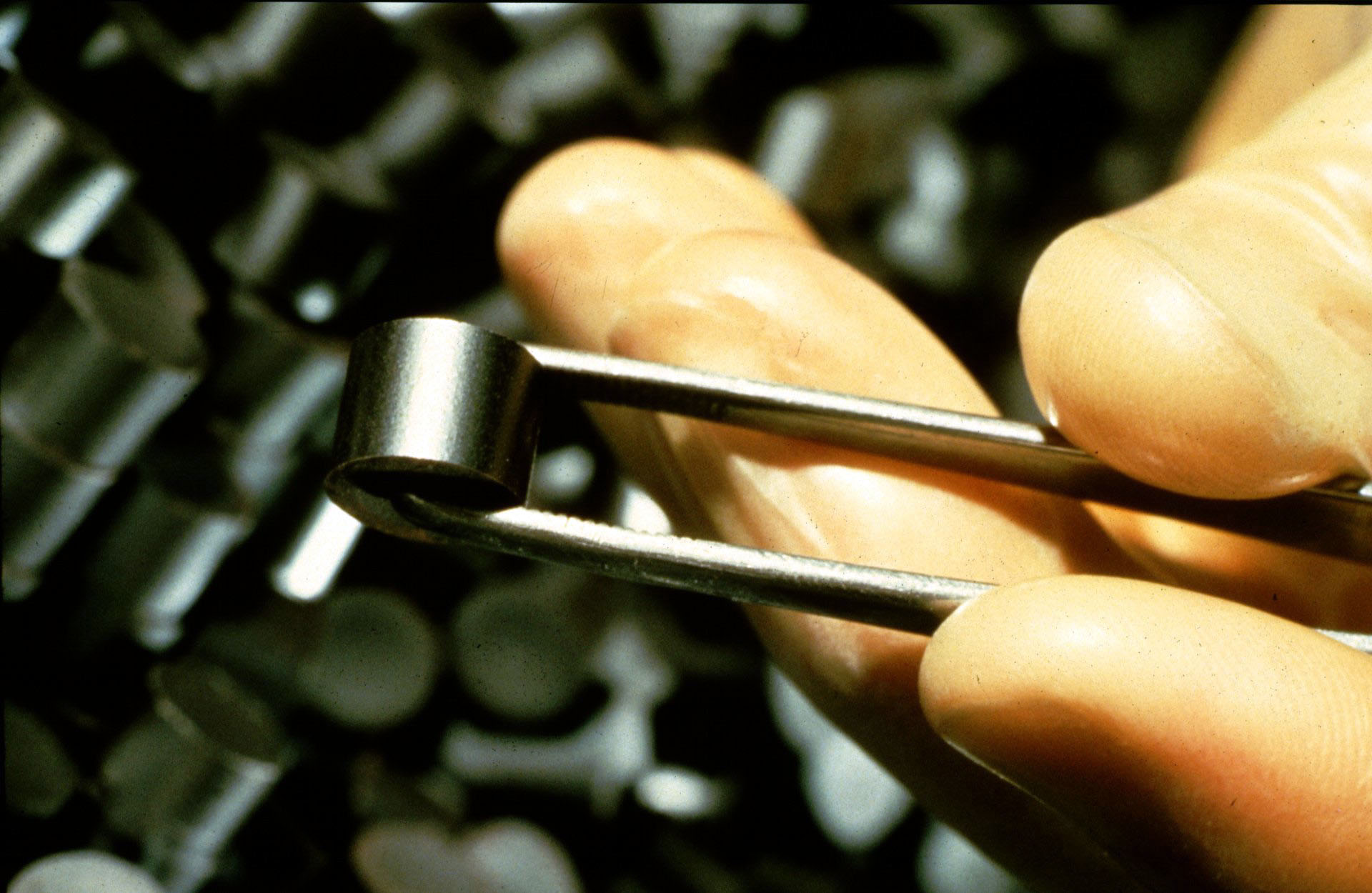
Оксид урана (UO2) в виде топливной таблетки

### Ториевое топливо
Торий в настоящее время в качестве сырья для производства ядерного топлива не применяется в силу следующих причин:
1. Запасы урана достаточно велики;
2. Образование 232U, который, в свою очередь, образует γ-активные ядра 212Bi, 208Tl, затрудняющие производство ТВЭЛов[9][10];
3. Переработка облучённых ториевых ТВЭЛов сложнее и дороже переработки урановых.

### Плутониевое топливо
Плутониевое ядерное топливо в настоящее время также не применяется, что связано с его крайне сложной химией. За многолетнюю историю атомной промышленности неоднократно предпринимались попытки использования плутония как в виде чистых соединений, так и в смеси с соединениями урана, однако успехом они не увенчались. Топливо для АЭС, содержащее плутоний, называется MOX-топливо (оксиды урана и плутония) и СНУП-топливо (нитриды урана и плутония). Применение его в реакторах ВВЭР нецелесообразно из-за уменьшения примерно в 2 раза периода разгона, на что не рассчитаны штатные системы управления реактором.

## Регенерация
При работе ядерного реактора топливо выгорает не полностью, имеет место процесс воспроизводства отдельных изотопов (Pu). В связи с этим отработавшие ТВЭЛы направляют на переработку для регенерации топлива и повторного его использования .
В настоящее время для этих целей наиболее широко применяется пьюрекс-процесс, суть которого состоит в следующем: ТВЭЛы разрезают на части и растворяют в азотной кислоте, далее раствор очищают от продуктов деления и элементов оболочки, выделяют чистые соединения U и Pu. Затем полученный диоксид плутония PuO2 направляют на изготовление новых сердечников, а уран либо на изготовление сердечников, либо на обогащение 235U.
Переработка и регенерация высокорадиоактивных веществ — сложный  и дорогостоящий процесс. ТВЭЛы после извлечения из реакторов проходят выдержку в течение нескольких лет (обычно 3—6) в специальных хранилищах. Трудности вызывает также переработка и захоронение отходов, непригодных к регенерации. Стоимость всех этих мер оказывает существенное влияние на экономическую эффективность атомных электростанций.